# Wola Zagojska Dolna

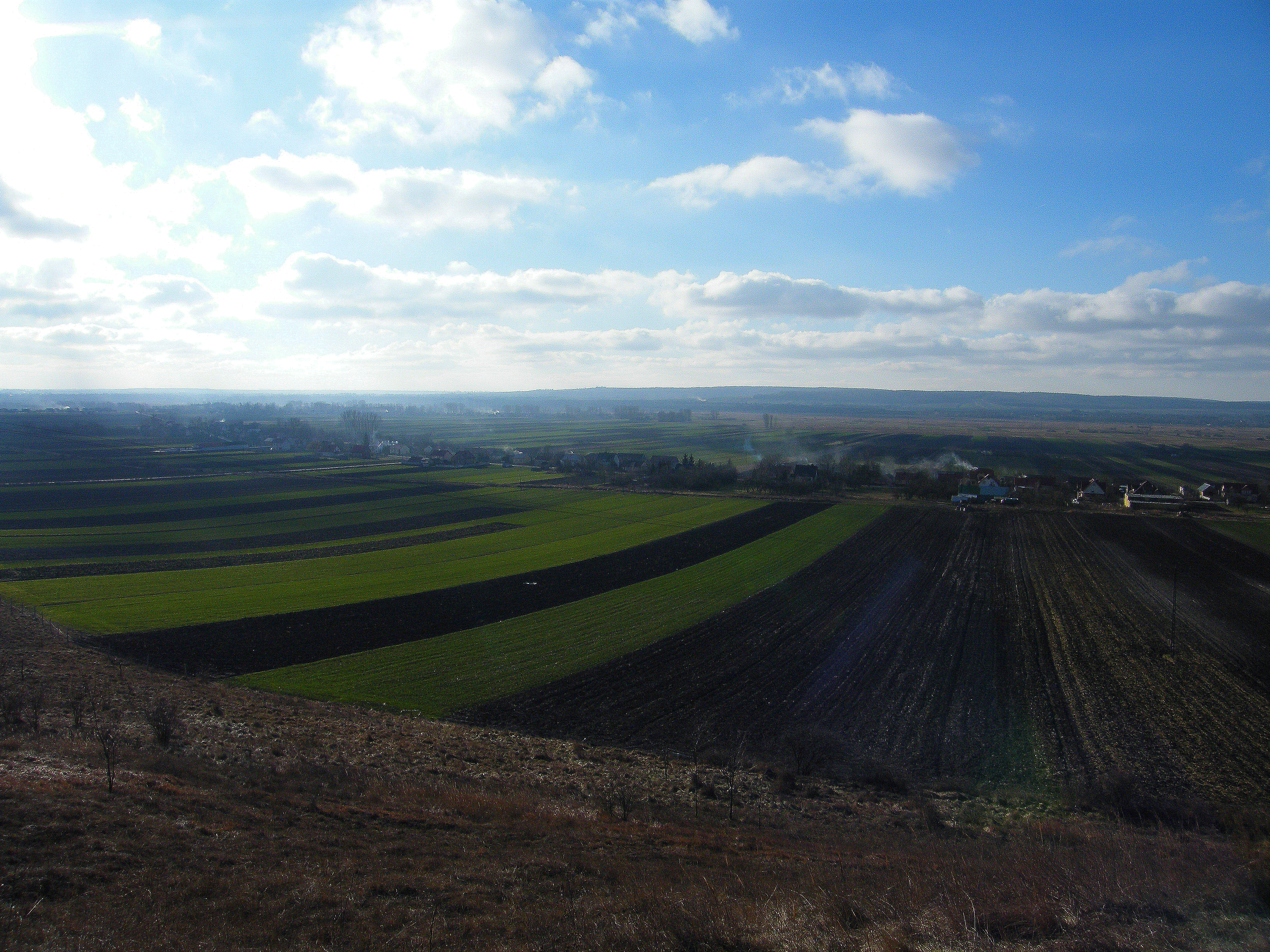
Widok na Wolę Zagojską Dolną z pobliskich wzniesień

Wola Zagojska Dolna – wieś w Polsce, położona w województwie świętokrzyskim, w powiecie pińczowskim, w gminie Pińczów.
| SIMC    | Nazwa   | Rodzaj    |
| ------- | ------- | --------- |
| 0263716 | Granica | część wsi |
| 0263722 | Ogrody  | część wsi |

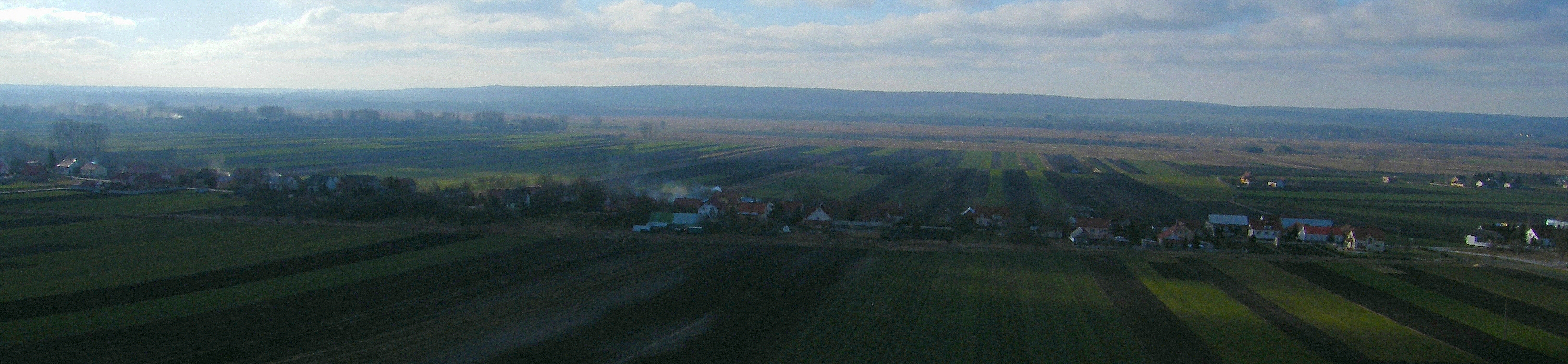
Widok na Wolę Zagojską Dolną z pobliskich wzniesień c.d.

W latach 1975–1998 miejscowość administracyjnie należała do województwa kieleckiego.